# Porta do Arco das Pazes
A Porta do Arco das Pazes foi uma antiga porta da cidade de Lisboa, inserida na cerca fernandina da cidade.
Dava serventia ao Largo do Relógio, por baixo do Paço Real, para o Terreiro do Paço. Em 1762 por aqui se passava do Largo das Tendas da Capela para o Terreiro do Paço. Arrasou-se em Agosto de 1757 com boa porção dos Paços da Ribeira, obra magnífica del Rei D. Manuel I, que começava no Corpo Santo e acabava no Terreiro do Paço, arruinada pelo terramoto de 1755. Ainda em 1838 era possível encontrar vestígios destes paços, entrando no Arsenal da Marinha à esquerda, em especial um belo portão em cantaria lavrada em estilo gótico.